# 浪岡氏
浪岡氏（なみおかし）または浪岡北畠氏（なみおかきたばたけし）は、村上源氏の一族北畠家の流れを汲む陸奥の国司の一族とされる。
浪岡における北畠氏の宗家は、「浪岡御所」「大御所」あるいは「北の御所」とあがめられ、天正年間まで力を持ち続けた。

## 出自
南北朝時代に奥州に下向した北畠氏の子孫と考えられているが、それを明証する一次資料は現存しない。洞院公定が編纂した『尊卑分脈』には、北畠顕家-北畠顕成-北畠親成の一族に「鎮守府将軍」と注が為されていることから、親成の子孫である可能性が指摘されている。
江戸時代に作成された系図・由緒書の多くは鎮守府将軍北畠顕家の血を引く一族としているが水戸藩で編纂された『大日本史』では北畠顕家の弟の顕信を子孫としている。顕家以前の浪岡氏は奥州藤原氏の末裔であったともいわれる。
それらの系図・由緒書の中には顕家の子とされる人物以降、戦国末期に至るまで人名が記されてなかったり、実名が挙げられてる系図も人名が系図毎に相違があり、別系統の他史料から実在を裏付けることができないものも多い。更に一次資料と合致しないものも少なくない。
青森県青森市浪岡町に伝わる伝承では、藤原秀衡の末子が奥州藤原氏の滅亡後にこの地に逃れ、浪岡右京大夫と名乗ってこの地を支配、浪岡氏の祖となったというものがある。鎌倉時代末期から南北朝時代にかけて、その浪岡氏に浪岡秀種という人物がおり、伝承では秀種は秀衡末子の曾孫とされる。秀種の娘である萩の局は北畠顕家の妻となり、北畠顕成、女子（安東貞季妻）の母になったという。
北畠氏が浪岡に入部したのは、一説に霊山城が落ちたとき、北畠顕家の嫡子顕成は叔父の顕信とともに北奥羽に逃れたときだという。一方、顕家の死後、顕家の子顕成・孫顕元は南部氏に庇護されて稗貫の船越に住み、のちに浪岡に移ったともいう。
ついで、北畠氏が浪岡に移った時期については、建徳年間（1370年 - 1371年）の守親入部説、文中年間（1372年 - 1374年）の顕成入部説、元中年間（1384年 - 1392年）の親統入部説、応永年間（1394年 - 1427年）の顕実説などがある。さらには、戦国時代の大永年間（1521年 - 1527年）に天龍丸が入部したとする説まであり、明確ではない。
浪岡北畠氏の初代になったという顕成の娘は、十三湊の安東太郎貞季の妻になったといわれる。また、糠部南部氏は一貫して南朝方として行動し、北畠氏を庇護してきたが、その後南部氏は幕府に帰順した。そのため、公然と北畠氏を庇護することができなくなり、浪岡へ一行を移したのだという。このとき、浪岡（行岡）で顕成父子を迎えたのが、顕家の娘を妻にしていた安東貞季であったという。

## 南北朝時代・室町時代
後醍醐天皇の命により国司として奥州を支配した北畠顕家の時代には、2度までも足利尊氏を危機に追い込むほど強勢を誇ったものの、顕家が2度目の上洛戦で戦死し、勢力を引き継いだ弟の顕信も、傘下の武士の離反や幕府より奥州に派遣された吉良氏や斯波氏のために勢力を衰退させていったという。顕信の後半生ですら不詳であり、それ以後の歴代当主の事跡は、戦国期に登場した具永（後述）以前のものは判然としてはいない。
『時宗過去帳』によると、他阿尊恵が奥州にて「新御所」と呼ばれる人物に結縁したとされる。その際、新御所の阿弥陀号は「其阿弥陀仏」とされたが、これは斯波氏（大崎氏・最上氏）と同格であり、新御所は浪岡氏の人物であったとされる。
当初は南朝ゆかりの南部氏に保護されて、稗貫から閉伊船越にいたようであるが、やがて三戸南部氏が北朝方についたため、根城南部氏の庇護のもと、浪岡に入部したものと推測されている。
現在の地に15世紀後半に浪岡城が築城されたとみる説が多い。北畠氏は浪岡を拠点としたことから「浪岡御所」と呼ばれて、浪岡の位置する津軽田舎郡から外浜・西浜にかけて勢力を維持することとなった。

## 戦国時代
16世紀になってから浪岡城は拡張されて、北畠氏は、大光寺、大浦氏などの勢力と津軽を三分していた。また、16世紀中頃になると、官位獲得のため京都に使者を送り、具永・具統・具運3代の官途はいずれも従五位下から始まり、最盛期と考えられる具永の時代には従四位下左中将にまでいたっている。
永禄5年（1562年）に、川原御所の乱が発生し、この内乱を契機に浪岡北畠氏の勢力は衰退した。
顕村（後の具愛）が跡を継ぎ、檜山の下国安東愛季の娘を正室にむかえて勢力回復をはかったが、西方の大浦（津軽）氏が浪岡城を攻略して、北畠氏は滅亡した。
浪岡城落城の時期については、津軽氏側の史書「津軽一統志」と、南部氏側の史書「南部根元記」とでは、その記述に違いがある。

## 一門
三春秋田家のもとに伝えられた『天文十八年記』は、後世に書きくわえられ潤色された部分を含む写本であり、同時代資料と同じ扱いはできないものの、近世以降に新たに偽作したと見るにはそぐわない天文年間の情勢を生々しく刻み込んでいる記録であるという。
岩倉殿（中ノ御所）・北ノ御所（千君公）・西ノ御所（兵ノ正）・小御所（中書）・宰相公（唐名源相）・強清水殿・川原御所の７名。このうち、中ノ御所・北ノ御所・西ノ御所・小御所の呼称は、浪岡城を構成する８つの曲輪、通称・内館・北館・西館・猿楽館・東館・検校館（けんぎょうだて）・新館・外郭のいずれかに対応し、浪岡御所が親類衆を浪岡城内の各曲輪に居住させていたと推測されているが実態の解明、浪岡城の発掘調査の進展待ちである。
『天文十八年記』に記載されている強清水殿は、浪岡地方の強清水の地に由来すると考えられている。
浪岡氏以外の戦国在国公家領主の諸家においては、本家のみならず分家の成員も朝廷から叙任されたという事実は現時点では知られていない。しかし、これは浪岡御所が分家を圧倒する絶大な権力を振るっていたとは考えがたい。
浪岡城は中心施設が不鮮明で求心的構造を有せず、各々の居住空間が並立した構成を呈する。つまり城主権力が相対的に弱く、同族・家臣が相独立しながら連立する社会位構造を反映した城館と位置づけることができ、この場合、社会的構成員の序列はピラミッド型の構成というよりは、ブロック型の構成を示すとみられ、明確な階層性を有していない可能性が高い。

## 後裔
浪岡御所の滅亡後一族は四散し、安東氏（秋田氏）、南部氏、津軽氏に仕え津軽郡舘之越（舘野越）村（青森県北津軽郡板柳町）の山崎氏、強清水家の後裔とされる森宗氏、川原御所の後裔とされる水木氏等がいる。

### 北畠流秋田氏（三春秋田氏、三春浪岡家）

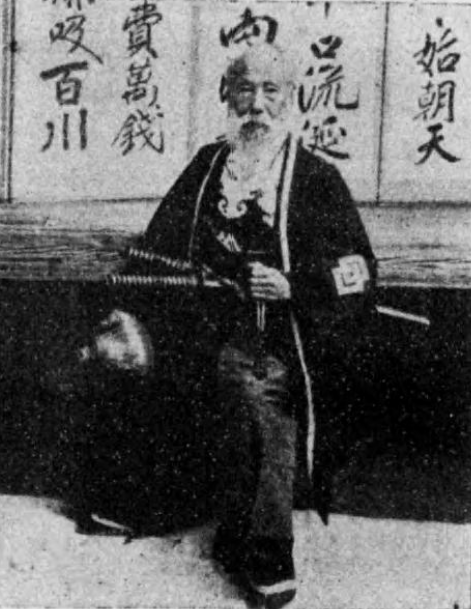
三春浪岡家嫡流・浪岡季令。秋田季慶から9代目に当たり、1891年に正式に浪岡へ復姓した。1906年自宅にて旧藩時代を偲んで撮影したもの

安東氏(秋田氏)に仕えた北畠慶好は安東愛季のもとに逃れ、秋田氏に仕え活躍し、秋田姓を与えられ、季慶と改めた。
子の代に一時的に秋田家中を離れたことはあったが帰参し、子孫は明治維新まで家老として存続し、分家が浪岡を名乗っていたが、維新後は本家も浪岡姓に復姓した。
明治時代に末裔の浪岡具雄が北畠顕家の墓を創設した。なお北畠具雄の子孫は現在も三春町に在住している。この秋田氏のもとでは浪岡氏に関する文献が編纂された。
三春浪岡家は、津軽浪岡御所が天正6年(1578)に滅びた後、秋田を頼って行った御所の一族北畠慶好を祖先として、代々秋田家から秋田の名字と「季」1字を賜り、藩家老職を世襲してきた家系で、明治時代になり、賜姓が行なわれず、浪岡を苗字とした。

### 山崎氏
浪岡顕佐は浪岡顕村の娘を娶（）り、山崎を称して館野越（たてのこし）に住し、庄屋・医者として江戸時代を過ごした。この系統は後に2つに分裂し、このうちの一つは弘前藩医（顕甫が開業）として活動した。両統とものちに北畠姓に復し、現在は東京、館野越にそれぞれ在住している。館野越の一族は明治15年（1882年）に山崎の姓から北畠へ復した。現在も古館跡（滝井館、北畠顕文氏宅掘跡、板柳町による説明板があるが、子孫が居住しているため立ち入り禁止となっている）の一部に居住しており、現当主は25代目である。この居館には一時菅江真澄も身を寄せていた。
この家では、子孫が北畠家永禄日記が編纂されている。

### 水木（溝城）氏
川原御所・北畠具信の系統は溝城（のち水木）を称し、早くから津軽氏の支配に服して江戸時代を過ごした。明治に入り再び北畠姓を称し、現在は札幌に在住している。

## 経済活動・文化生活
浪岡氏の城館、発掘調査から出土した陶磁器類には、中国製磁器では浙江省の龍泉窯と福建省の堂安窯の青磁、江西省の景徳鎮窯の青白磁・白磁、景徳鎮窯と福建省の漳州窯の染付（青花）・赤絵、中国製陶器では鉄釉・褐釉、朝鮮製の青磁・陶器、国産品では瀬戸美濃・珠洲・越前・備前・信楽・常滑等の焼き物がある。
これら各種の陶磁器は、海上交通によって、日本各地のみならず、中国や朝鮮半島からももたらされた茶会に用いられたと考えられる火鉢、天目茶碗、茶入などもあり風流な茶会が行われていたとも考えられる。
また、鋳物関連遺物としては、鋳型・坩堝・羽口・胴滓・鉄滓があり、浪岡城内で銅製品の鋳造や鉄製品の鍛冶鍛錬が行われていたことを確認することができる。
なお、出土した鋳型の中には、アイヌの人々が特徴的に使用する鐔（つば）の鋳型があることから、浪岡城内では、アイヌ向けの交易品の鐔が制作された可能性が高い。
骨格器やアイヌ的祭祀文物と想定される木製中柄が含まれており、浪岡城内にはアイヌの人々も居住していたと考えられる。
他出土遺物には様々な道具類、馬具、武器・武具、仏具、硯、砥石、温石、石臼、石鉢、火打石、白質凝灰岩製の人形などがあった。

## 系図

### 系図1
館野越（板柳町）の系図
- 北畠顕家（北畠顕信を祖とする説もある[要出典]）
- 北畠顕成
- 北畠顕元
- 北畠顕邦
- 北畠顕義
- 北畠顕具
- 北畠具統
  - 北畠具信（川原御所）
- 北畠具永
- 北畠具運
- 北畠顕村

### 系図2（伝承）
```
      
藤原秀衡

       ┃
      （3代略）
       ┃
      
浪岡秀種
?
       ┃
      萩の局
（
北畠顕家
の妻で
北畠顕成
（子孫は浪岡氏）、女子（
安藤貞季
妻）の母と伝えられる）
[
3
]
```

### 系図3
```
　　 
親房

　　　┣━━━━┳━━━━━┓
　　 
顕家
　　　
顕信
　　　　
顕能

　　　┃　　　　┃　　　　　┃
　　 
顕成
  (川原御所)　
伊勢国司家

　　　┃     　∥
　　 
顕元
   　
具信

　　　┃
　　 
顕邦

　　　┃
　　 
顕義

　　　┃
　　 
顕具

　　　┃
　 
浪岡具永

　　　┣━━━━━┓
　　 
具統
　　　　
具信
 ← 川原御所を継ぐ
　　　┣━━┓　　┃
　　 
具運
　
顕範
　
顕重

　　　┃　　┃　　┃
　　 
顕村
　
顕忠
　
利顕
 ━━（
水木氏
へ）
　　　∥　　┣━━┓
　　 
顕佐
　
慶好
　
顕則

  （婿養子）┗━━━━（
北畠流秋田氏
へ）
     ┃
（
館野越北畠氏
へ）
```

### 系図4
三春秋田家の『北畠浪岡系図』より。
『青森県史』資料編中世２にも所収
```
　　 
顕家
　　　
　　　┃　　　　　　　　
　　 
顕成
（顕忠）
　　　┃     
　　 
親成
（顕具）
　　　┃
　　 
忠具
（具言）
　　　┃
　　 
俊具
（具慶）
　　　┃
　　 
具運

　　　┃
　　 
浪岡具統

　　　┃
　　 
具永
　　　　
　　　┣━━┓　
　　 
好具
　
　　　┃　　┃　　
　　 
顕村
　
北畠顕好
　
```

### 京徳寺における没年
浪岡具永の時に浪岡に開創し、後に弘前へ移転した京徳寺には京徳寺過去帳がある。そこでの浪岡氏の没年は以下の通り
- 源顕家　延元3年（1338年）3年5月23日
- 源顕元　応永2年（1395年）2年8月10日
- 源顕成　応永9年（1402年）8月7日
- 源顕邦　文安5年（1448年）5年2月17日
- 源顕義　明応2年（1493年）2年3月8日
- 源顕具　大永2年（1522年）2年5月3日
- 源具統　天文21年（1552年）21年10月3日
- 源具永　弘治元年（1555年）24年5月24日
- 源具運　永禄5年（1562年）5年1月3日
- 源顕村　天正7年（1579年）7年7月20日